# Полктон (Северна Каролина)
Полктон (енгл. Polkton) град је у америчкој савезној држави Северна Каролина.

## Демографија
По попису из 2010. године број становника је 3.375, што је 2.18 (182,4%) становника више него 2000. године.
| Група             | 2000.       | 2010.         |
| Белци             | 471 (39,4%) | 935 (27,7%)   |
| Афроамериканци    | 673 (56,3%) | 2.060 (61,0%) |
| Азијати           | 16 (1,3%)   | 21 (0,6%)     |
| Хиспаноамериканци | 14 (1,2%)   | 278 (8,2%)    |
| Укупно            | 1.195       | 3.375         |